# Eimeria sardinae
Eimeria sardinae is een soort in de taxonomische indeling van de Myzozoa, een stam van microscopische parasitaire dieren. Het organisme komt uit het geslacht Eimeria en behoort tot de familie Eimeriidae. Eimeria sardinae werd in 1921 ontdekt door Reichenow.